# Brock Boeser
Brock Boeser (ur. 25 lutego 1997 w Burnsville, Minnesota, USA) – hokeista amerykański, gracz ligi NHL, reprezentant Stanów Zjednoczonych.

## Kariera klubowa
- Sioux City Musketeers (2013 - 6.05.2014)
- Waterloo Black Hawks (6.05.2014 - 13.02.2015)
- University of North Dakota (13.02.2015 - 25.03.2017)
- Vancouver Canucks (25.03.2017 -)

## Kariera reprezentacyjna
- Reprezentant USA na  MŚJ U-20 w 2016

## Sukcesy
Indywidualne
- Debiutant miesiąca NHL - listopad 2017
- Debiutant miesiąca NHL - grudzień 2017
- Występ w Meczu Gwiazd w sezonie  2017-2018

Reprezentacyjne
- Brązowy medal z reprezentacją USA na  MŚJ U-20 w 2016